# Barbus neefi
Barbus neefi е вид лъчеперка от семейство Шаранови (Cyprinidae). Видът не е застрашен от изчезване.

## Разпространение
Разпространен е в Ангола, Демократична република Конго и Замбия.

## Описание
На дължина достигат до 7 cm.